# Endocarde
L'endocarde est la couche la plus interne du cœur comparable du point de vue embryologique et biologique à l'endothélium des vaisseaux sanguins. 

## Structure
L'endocarde est une mince membrane endothéliale de 100 à 500 micromètres d'épaisseur qui recouvre l'intérieur des quatre cavités cardiaques : les deux atriums et les deux ventricules.
Il se prolonge, en dehors du cœur par la tunique interne des artères et des veines.
L'endocarde ventriculaire est plus épais que l'endocarde auriculaire, en particulier au niveau du septum interventriculaire. Il se prolonge sur les valves cardiaques.

## Histologie
L'endocarde est constitué de trois couches : une couche endothéliale, une couche sous-endothéliale, et une couche sous-endocardique.
La couche endothéliale est en contact direct avec le sang et est formée par une seule couche de cellules endothéliales aplaties qui forment une barrière étanche.
La couche sous-endothéliale située juste en dessous de la précédente est constituée de tissu conjonctif lâche contenant des fibroblastes et des cellules musculaires lisses.
La couche sous-endocardique est la plus épaisse de l'endocarde. Elle est formée de tissu conjonctif dense contenant des vaisseaux sanguins et des fibres nerveuses. On y trouve également le réseau de Purkinje.

## Fonction
L'endocarde sert de barrière protectrice empêchant l’agrégation des constituants du sang. Il permet également les échanges entre le myocarde et le sang, 
La couche sous-endocardique avec le réseau de Purkinje joue un rôle de conduction des impulsions cardiaques.
Il secrète des substances vasoactives pour la régulation du tonus vasculaire.

## Aspect clinique
L'inflammation de l'endocarde se nomme endocardite. Elle peut être d'origine infectieuse ou plus rarement non infectieuse comme dans l'endocardite de Libman-Sacks.
Chez le nourrisson ou le jeune enfant, l'endocarde ventriculaire peut être fortement épaissi par une fibroélastose de l'endocarde provocant une insuffisance cardiaque.